# Pommes dauphine
Pour les articles homonymes, voir Pomme (homonymie) et Dauphine.
Ne doit pas être confondu avec Pommes duchesse ou Pommes noisette.

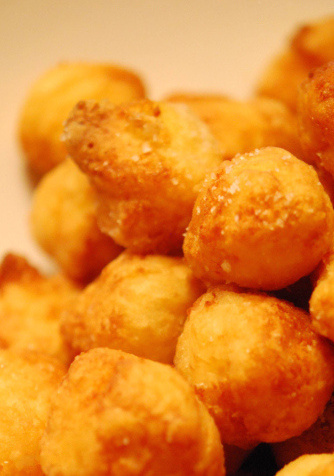
Pommes dauphine.

Les pommes dauphine, spécialité culinaire française, sont des boulettes faites d'un mélange de purée de pommes de terre et de pâte à choux. Les boulettes sont typiquement frites à l'huile, mais il existe des variantes avec cuisson au four.

## Historique
Le terme « dauphine » fait référence à l'épouse du dauphin, héritier présomptif de la couronne de France sous l'Ancien Régime. L'expression « pommes à la dauphine » apparaît dès 1830 dans Le Cuisinier Durand, un livre de recettes édité à Nîmes, mais elle désigne alors un entremets sucré à base de pommes cuites, et non de pommes de terre. D'autres recettes paraissent sous le même intitulé, la mention « à la dauphine » semblant impliquer l'utilisation d'une confiture ou d'une sauce à l'abricot,,.
S'agissant des pommes de terre, l'expression « pommes dauphine » se rencontre dans la presse vers 1868, comme accompagnement d'une côte de bœuf, mais apparaît dès 1864 sous la forme « pommes de terre à la dauphine ». 

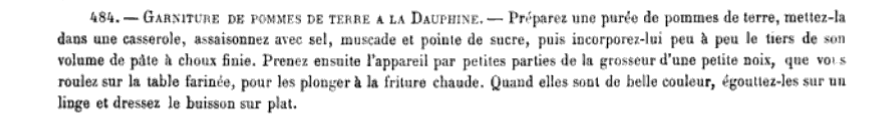
Garniture de pommes de terre à la dauphine, 1864.

Ainsi, le 10 mars 1865, la revue culinaire La Salle à manger propose un menu contenant une « selle de mouton à l'anglaise (pommes de terre à la dauphine) ». La recette figure dans École des cuisinières, méthodes élémentaires, économiques, le troisième ouvrage du cuisinier Urbain Dubois, paru en 1871,. Il s'agit de petits beignets faits d'un mélange de purée de pommes de terre et de pâte à choux.

## Préparation
Préparer une purée de pommes de terre assaisonnée de noix de muscade. Incorporer le tiers de son volume de pâte à choux d'office (non sucrée). Prélever des noix de préparation, les fariner puis les faire frire dans l'huile.
Les pommes dauphine se distinguent des pommes duchesse, faites de purée et d'œufs, et des pommes noisette, qui sont à base de pommes de terre écrasées à la cuillère à pomme parisienne traditionnellement.